# Хумай (премия)
Хумай (азерб. Humay) — первая азербайджанская национальная премия, учреждённая Международным культурным обществом «Бакинец» и ежегодно вручаемая Академией за достижения в области культуры, искусства, спорта, телевидения, журналистики, туризма и науки.

## История
Премия «Хумай» была учреждена в 1993 году культурным обществом «Бакинец» и такими деятелями культуры и искусства Азербайджана, как Тофик Кулиев, Рафик Бабаев, Гасанага Турабов, Васиф Адыгёзалов, Анар Рзаев, Фархад Бадалбейли, Фархад Халилов, Сиявуш Керими, Чингиз Абдуллаев, Азер Паша Нейматов, Расим Балаев, Шафига Мамедова, Рафик Гусейнов и Октай Миркасимов, которые составили общественную академию по присуждению премии. Музыкальная заставка к церемонии вручения премии написана композитором Рафиком Бабаевым.
Первые несколько лет премия «Хумай» вручалась только в номинациях «музыка», «кино», «театр», «изобразительное искусство» и «литература». Впоследствии были добавлены и новые номинации, такие как «телевидение», «архитектура», «журналистика», «спорт», «туризм», «лучший музыкальный видеоклип», «книгоиздание», наука, «искусство национального мугама» и «танца», «искусство фотографии», «лучший проект в азербайджанском Интернете». Также стала вручаться премия и в номинации «За вклад в развитие азербайджанской культуры, науки, искусства, спорта».
Первая церемония вручения премии состоялась во дворце «Гюлистан» в марте 1994 года. Три года в качестве награды вручалась керамическая статуэтка, автором которой был художник Мазаир Афшар. Начиная с 4-й церемонии награждения, стала вручаться бронзовая статуэтка, выполненная художником Арифом Газиевым.

## Номинации

### Основные номинации
В настоящее время премия «Хумай» вручается по 8 основным номинациям:
| Номинация                                                 | Азербайджанское название               | С какого года существует |
| Человек года                                              | İlin adamı                             |                          |
| Литература                                                | Ədəbiyyat                              | 1993                     |
| Театр                                                     | Teatr                                  | 1993                     |
| Музыка                                                    | Musiqi                                 | 1993                     |
| За вклад в развитие театра и кино                         | Teatr və kinonun inkişafına görə       |                          |
| За вклад в развитие национального танцевального искусства | Milli rəqs sənətinin inkişafına görə   |                          |
| За вклад в развитие хореографического искусства           | Xoreoqrafiya sənətinin inkişafına görə |                          |
| Концерт года                                              | İlin konserti                          |                          |

## Лауреаты

### 2020
Церемония награждения XXVIII национальной премии «Хумай» за 2020 год состоялась 5 декабря 2020 года.
- За вклад в развитие национального танцевального искусства — Тарана Мурадова (проректор Бакинской академии хореографии) и Этери Джафарова (солистка Государственного ансамбля танца).
- За вклад в развитие хореографического искусства — Нигяр Ибрагимова и Таир Эйнуллаев.
- За успехи и достижения в азербайджанском национальном исполнительском искусстве мугам — Айтян Магеррамова и Арзу Алиева
- За успешную пропаганду азербайджанской культуры — журнал «Культура» (главный редактор Зохра Алиева) и газета «Мир литературы» (главный редактор Эльмар Шейхзаде).
- Литература — писатель Рафиг Гаджиев за книгу «Əhsən sənə, Əhsən!».
- За организацию и пропаганду в Азербайджане и за рубежом музыкального проекта «Qənclərə dəstək» («Поддержка молодежи») —  музыковед Айла Керимова-Закария
- За успешное выступление на международных фестивалях и конкурсах Азербайджанского государственного камерного оркестра имени Гара Гараева — директор оркестра Наргиз Алиева
- За книги «Наследие Ширваншахов в музеях мира» («Şirvanşahlar irsi Dünya muzeylərində») и «Искусство кялагаи» («Kələğayı sənəti») — директор Музейного центра «Ичеришехер» Амина Меликова.

### 2019
Церемония награждения XXVII национальной премии «Хумай» за 2018 год состоялась 4 мая 2019 года. Вечер вела заслуженный работник культуры Лейла Гулиева. Премии лауреатам вручали такие общественные деятели и представители культуры, как Фаиг Суджаддинов, Сиявуш Керими, Чингиз Фарзалиев, Урхан Алекперов и другие.
- Человек года — Чингиз Абдуллаев (писатель).
- Литература — Тофиг Меликли (писатель).
- Театр — Гурбан Масимов (главный режиссер Государственного кукольного театра) и Джамиля Керимова (актриса Государственного театра оперы и балета).
- Музыка — Илькин Ахмедов и Тайяр Байрамов (исполнители мугама).
- За вклад в развитие театра и кино — Амалия Панахова (актриса театра и кино, посмертно).
- За вклад в развитие национального танцевального искусства — Тарана Мурадова (проректор Бакинской академии хореографии) и Этери Джафарова (солистка Государственного ансамбля танца).
- За вклад в развитие хореографического искусства — Камилла Гусейнова (художественный руководитель Государственного театра оперы и балета).
- Концерт года — театр КВН «Планета Парни из Баку», Бахрам Багирзаде и Таир Иманов (артисты).

### 2018
- Литература — Камран Назирли (писатель), за заслуги в пропаганде и распространении азербайджанской литературы[4].
- Театр — Турал Агаев, Турал Ахмед, Джовдет Шукюров, Тогрул Рза, Эльхан Рза, Зульфия Гурбанова, Зульфия Мамедова, Ульвия Рза, Хусния Мурватова, Рашид Солтанов, Нигар Бабаева, Ильгар Мусаев (актёрский состав Бакинского муниципального театра)[5]
- Изобразительное искусство — Национальный музей искусств Азербайджана, за сохранение материального и культурного наследия народов мира[6].

### 2015
Церемония награждения XXV национальной премии «Хумай» за 2014 год состоялась 25 апреля 2015 года.
- Театр — Гасым Нагиев (актёр Государственного театра «Юг»), за создание образов в спектаклях «Привет с Кавказа» и «Бедствие»
- Кино — Эльчин Мусаоглы (режиссёр), за фильм «Набат».
- Литература — Ильхам Бадалбейли (писатель), за произведение «Парадокс»;
- Книга — Рауф Бабаев и Назим Мамедов (писатели), за книгу «Жизнь по имени «Скала»».
- Музыка — Эйюб Гулиев (дирижёр Государственного театра оперы и балета), за оперно-симфоническое исполнение и падагогическую деятельность.
- Изобразительное искусство — Гусейн Хагвердиев (художник), за личную выставку «Камень» в Музее современного искусства.
- Спорт — Гаджи Алиев (борец), за победу на чемпионате мира.
- Журналистика — Надежда Исмаилова, за заслуги в азербайджанской журналистике.
- Телевидение — Айдын Мансуров (телеоператор), за заслуги в азербайджанском телевидении[8]; KATV1 (оператор кабельного телевидения), за оказание высококачественных услуг абонентам[7].

### 2014
- Театр — Гурбан Исмаилов (актёр Государственного театра юного зрителя), за создание образа Слепого отца в спектакле «Я пришёл, девочки» по пьесе Ларса Норена[9].
- Кинопродюсер года — Мушфиг Хатамов[10].

### 2013
Церемония награждения XXIII национальной премии «Хумай» за 2012 год состоялась в мае 2013 года.
- Литература — Интигам Гасымзаде.
- Кино — Шамиль Алиев (режиссёр), за фильм «Степняк».
- Театр — Матанат Атакишиева (актриса).

### 2012
Церемония награждения XXII национальной премии «Хумай» за 2011 год состоялась в мае 2012 года в Театре песни имени Рашида Бейбутова.
- Театр — Творческая студия «Унс», за успешные международные театральные проекты; Масма Аслангызы (актриса), за роль в спектакле «Цветок роста» по пьесе Ильяса Эфендиева.
- Кино — Ильгар Наджаф (режиссёр), за фильм «Бута».
- Литература — Рашад Меджид (писатель, главный редактор газеты «525-я газета»), за успешную литературную деятельность и активную пропаганду литературы.
- Книга — Бахрам Багирзаде (актёр и писатель), за книгу «Город моей молодости».
- Наука — Гюльбениз Бабаханлы[азерб.] (литературовед, директор дома-музея Гусейна Джавида)
- Музыка — Джавид Имамвердиев (режиссёр), Сархан Сархан (певец) и Государственный ансамбль песни и танца имени Фикрета Амирова.
- Изобразительное искусство — Маис Агабеков (художник).
- Спорт — Фарида Азизова (тхэквондистка).
- Телевидение — телеканал «Культура»[англ.], за цикл передач «Сокровищница музыки».

### 2011
- Архитектура — Ичери-шехер (Государственный историко-архитектурный заповедник), за реставрацию памятников мирового и национального значения, заслуги в пропаганде исторического квартала в мире[13].

### 2010
- Книга — Ягуб Махмудов (академик), за книгу «Иреванское ханство: российское завоевание и переселение армян на земли Северного Азербайджана».

### 2009
- Музыка — Джаван Зейналлы (певец, джазмен)[14].

### 2007
- Наука — Камал Абдуллаев[15].

### 2005
- Театр — Рафик Гаджибаба-оглы Алиев (актёр, режиссёр)

### 2003
- Изобразительное искусство — Намиг Мамедов, за цикл живописных работ[16].

### 2002
- Музыка — Азер Рзаев (композитор)[17].

### 2001
- Музыка — Азер Дадашов (композитор)[18].
- Клип года — Зульфия Ханбабаева, за клип «Sən gedən gündən»[19].

### 2000
- Музыка — Джаваншир Гулиев (композитор)[20].

### 1999
- Музыка — Фарадж Караев (композитор)[20].

### 1997
- Наука — Рамиз Зохрабов (музыковед)[21]

### 1996
- Изобразительное искусство — Ханлар Ахмедов (скульптор)[22].
- Наука — Земфира Сафарова (музыковед)[23]

### 1995
- Театр — Шафига Мамедова (актриса)[24]
- Изобразительное искусство — Ханлар Ахмедов (скульптор)[22]; Алтай Гаджиев (художник)[25].

### 1994
- Музыка — Исмаил Гаджибеков (композитор)[26].
- Театр — Алекпер Гусейнов[27].
- Кино — Ариф Гулиев[28].
- Изобразительное искусство — Фарман Гуламов[29].

### 1993
- Музыка — Ялчин Адигезалов (дирижер)[30]